# 董村镇 (长葛市)
董村镇，是中华人民共和国河南省许昌市长葛市下辖的一个乡镇级行政单位。位于长葛市中东部，北临双洎河，距市区15千米。许（昌）开（封）公路纵贯境内。面积60平方千米，2006年有5万人。

## 历史
相传因汉孝子董永葬于此地而得名董村。有郑庄公掘地见母处、颖考叔庙、卓君庙、三国魏名将张辽墓、千年乌桕树等古迹。
1958年建董村公社，1984年改乡。是河南省“中州名镇”。

## 行政区划
董村镇下辖以下地区：
董村、盆刘村、柳庄村、司马村、小黄庄村、殿后刘村、坡王村、高庄村、新王庄村、十里铺村、吴岗村、庞岗村、大鲁村、吴庄村、张湾村、白务村、马庄村、赵白庄村、李河口村、龙卧坡村、大李庄村、屈庄村、岗孙村、纸坊村、口王村、大墙王村和竹园董村。